# Maszkati nemzetközi repülőtér
A Maszkati nemzetközi repülőtér (IATA: MCT, ICAO: OOMS) Omán egyik nemzetközi repülőtere, amely Maszkat közelében található. Éves utasforgalma 2 721 393 fő (2000).

## Futópályák
A repülőtér futópályái:
- 08L/26R (4000 m, 60 m, aszfalt)

## Forgalom
Az utasforgalom az elmúlt években az alábbi módon változott:
| Utasok száma | 2 721 393 | 2 446 610 | 3 461 982 | 4 777 747 | 4 002 121 | 5 751 516 | 8 310 927 | 10 315 358 | 14 070 629 | 16 079 786 |
|              | 2000      | 2002      | 2004      | 2006      | 2008      | 2010      | 2013      | 2015       | 2017       | 2019       |

## Légitársaságok és úticélok
2023-ban a Maszkati nemzetközi repülőtérről az alábbi járatok indulnak:
A következő légitársaságok üzemeltetnek rendszeres menetrend szerinti és charterjáratokat:
| Légitársaság                    | Célállomások |
| ------------------------------- | --- |
| Air Arabia                      | Cairo, Sharjah |
| Airblue                         | Lahore |
| Air India                       | Delhi, Mumbai |
| Air India Express               | Kannur, Kochi, Kozhikode, Mangalore, Thiruvananthapuram, Tiruchirapalli |
| Badr Airlines                   | Port Sudan |
| Biman Bangladesh Airlines       | Chittagong, Dhaka, Sylhet |
| Cham Wings Airlines             | Damascus |
| Edelweiss Air                   | Zürich |
| EgyptAir                        | Cairo |
| Emirates                        | Dubai–International |
| Ethiopian Airlines              | Addis Ababa |
| Etihad Airways                  | Abu Dhabi |
| flydubai                        | Dubai–International |
| Gulf Air                        | Bahrain |
| IndiGo                          | Chennai, Hyderabad, Kochi, Kozhikode, Mumbai, Thiruvananthapuram |
| Jazeera Airways                 | Kuwait City |
| Karun Airlines                  | Bandar Abbas |
| Kish Air                        | Shiraz |
| Kuwait Airways                  | Szezonális: Kuwait City |
| Oman Air                        | Abu Dhabi, Alexandria, Amman–Queen Alia, Bahrain, Bangalore, Bangkok–Suvarnabhumi, Cairo, Chennai, Chittagong, Colombo–Bandaranaike, Dammam, Dar es Salaam, Delhi, Dhaka, Doha, Dubai–International, Duqm, Frankfurt, Goa–Mopa, Guangzhou, Hyderabad, Islamabad, Istanbul, Jakarta–Soekarno-Hatta, Jeddah, Karachi, Khasab, Kochi, Kozhikode, Kuala Lumpur–International, Kuwait City, Lahore, London–Heathrow, Lucknow, Malé, Manila, Mashhad, Medina, Milan–Malpensa, Moscow–Sheremetyevo, Mumbai, München, Párizs-Charles de Gaulle repülőtér, Phuket, Riyadh, Salalah, Shiraz, Tehran–Imam Khomeini, Thiruvananthapuram, Trabzon, Zanzibar, Zürich |
| Pakistan International Airlines | Faisalabad, Gwadar, Islamabad, Karachi, Lahore, Multan, Peshawar, Sialkot, Turbat |
| Pars Air                        | Shiraz |
| Pegasus Airlines                | Istanbul–Sabiha Gökçen |
| Qatar Airways                   | Doha |
| Qeshm Air                       | Mashhad, Qeshm, Shiraz, Tehran–Imam Khomeini |
| SalamAir                        | Abu Dhabi, Alexandria, Bahrain, Bangkok–Suvarnabhumi, Baghdad, Bishkek, Chittagong, Colombo–Bandaranaike, Dammam, Dhaka, Doha, Dubai–International, Duqm, Faisalabad, Fujairah, Hyderabad (kezdődik 2023 december 16-tól), Istanbul, Istanbul–Sabiha Gökçen, Jaipur (újrakezdődik 2023 december 16-tól), Jeddah, Karachi, Kathmandu, Khartoum, Kozhikode (újrakezdődik 2023 december 16-tól), Kuwait City, Lucknow (újrakezdődik 2023 december 16-tól), Mashhad, Masirah, Medina, Multan, München, Osh, Peshawar, Phuket, Quetta, Riyadh, Salalah, Shiraz, Sialkot, Tehran–Imam Khomeini, Thiruvananthapuram (újrakezdődik 03 January 2024) Szezonális: Almaty, Baku, Beirut, Bursa, Kuala Lumpur–International, Prága, Rize–Artvin, Sarajevo, Ta'if, Tbilisi, Trabzon Charter: Mukhaizna |
| Saudia                          | Jeddah |
| SriLankan Airlines              | Colombo–Bandaranaike |
| Taban Air                       | Mashhad, Shiraz, Tehran–Imam Khomeini |
| Turkish Airlines                | Istanbul |
| US-Bangla Airlines              | Chittagong, Dhaka, Sylhet |
| Vistara                         | Mumbai |
| Wizz Air                        | Abu Dhabi |

### Cargo
2023-ban a Maszkati nemzetközi repülőtérről az alábbi járatok indulnak:
| Légitársaság  | Célállomások                                                   |
| ------------- | -------------------------------------------------------------- |
| Cargolux      | Luxembourg                                                     |
| Qatar Airways | Doha                                                           |
| SalamAir      | Dhaka, Dubai–Al Maktoum, Hong Kong, Istanbul, Khartoum, Mumbai |